# Храм Святой Ольги (Москва, католический)
Храм Святой Ольги — католический храм в районе Люблино города Москвы, третий по величине действующий католический храм города.

## История
Католический приход во имя святой Ольги был сформирован в 1991 году группой прихожан храма Святого Людовика в Москве. В 1996 году общину стали окормлять вербисты. Изначально приход располагался в квартире на Таганке. Здание для церкви (бывший дом культуры «Звезда»), расположенное в районе Люблино, было выкуплено в 2003 году. Первыми священниками в новом храме стали о. Ежи Ягодзинский и о. Рихард Штарк. В 2010 году в храме был начат капитальный ремонт. Впоследствии на здание водрузили крест. В приходе действует несколько молитвенных групп и групп катехизации, в том числе совместная молитвенная группа с православными верующими, действующая по благословению католических и православных священнослужителей.
Настоятелем храма является священник-вербист о. Данила Степанов, SVD. Богослужения ведутся на русском языке, также в храме собираются вьетнамская община и русская греко-католическая община.

## Галерея

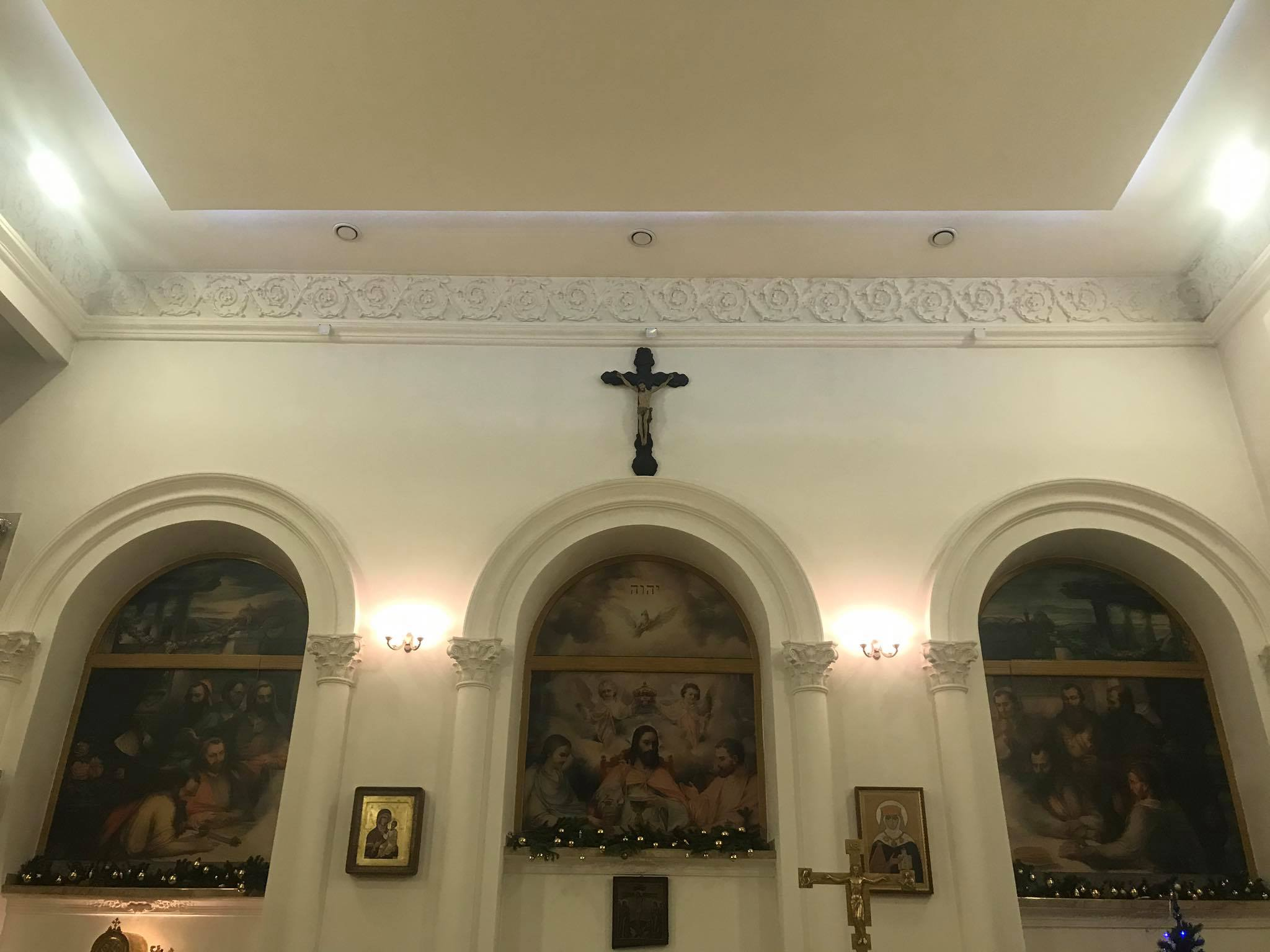
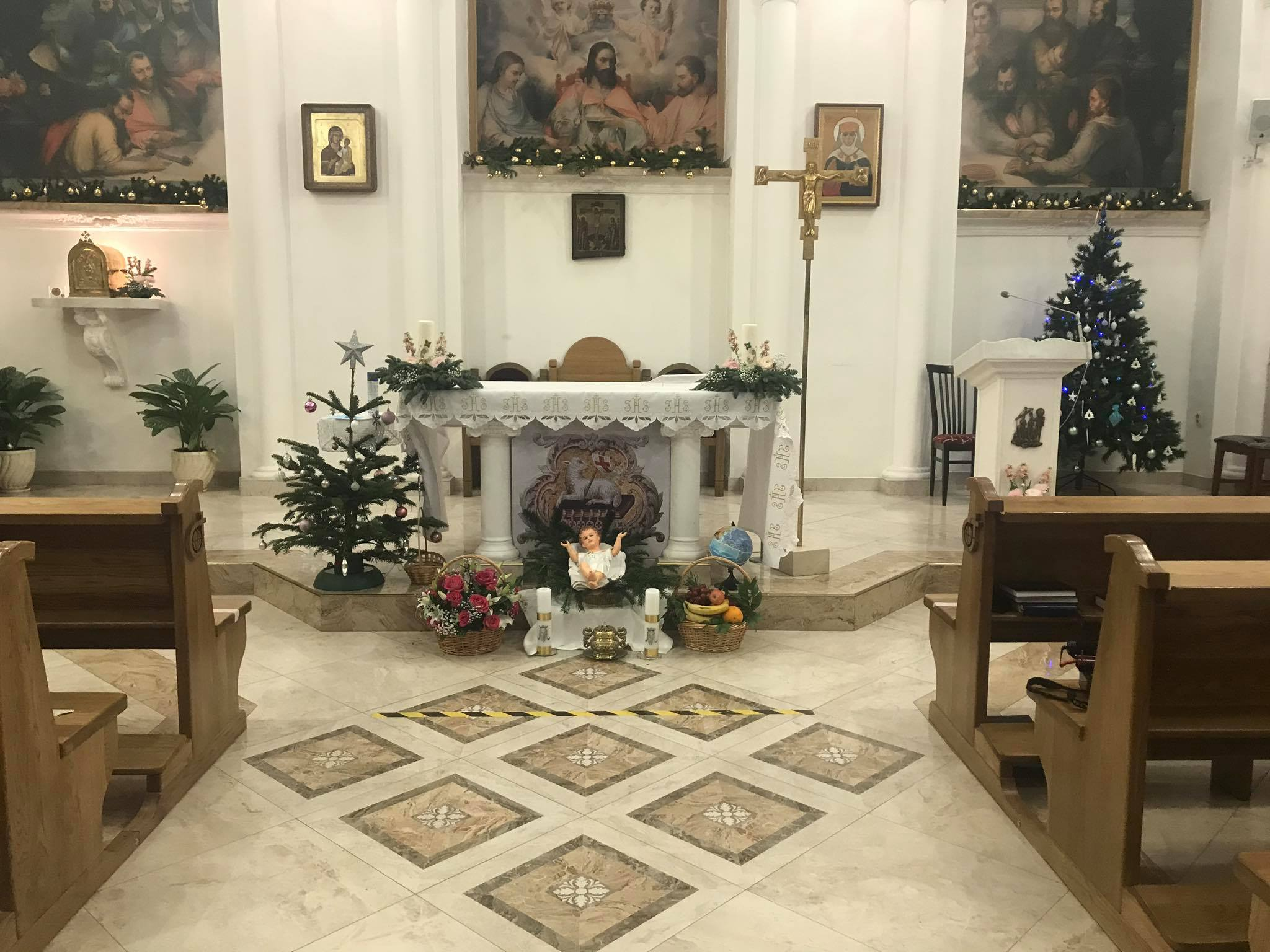
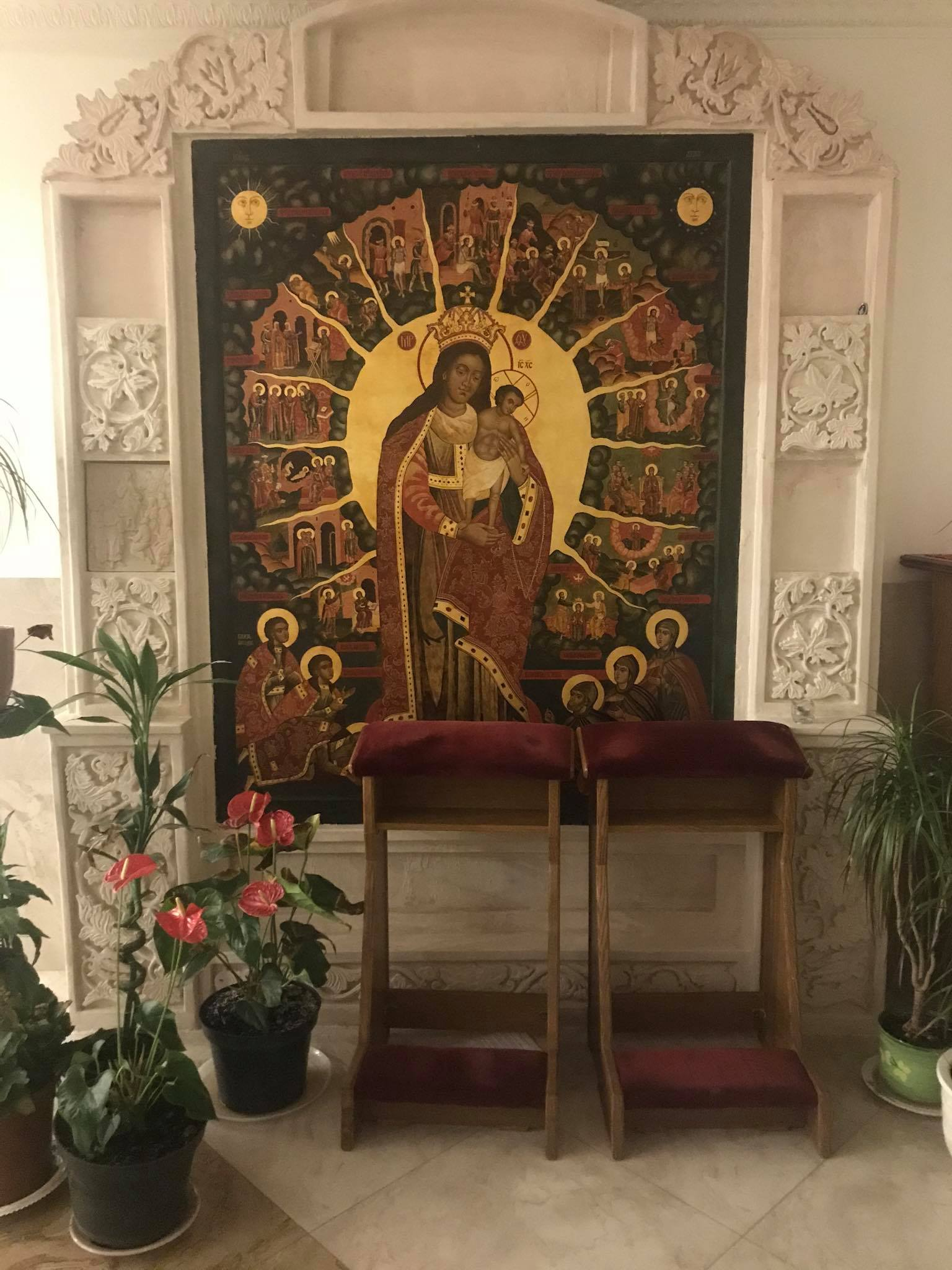